# Elfen Lied
Elfen Lied  (エルフェンリート Erufen Rīto) er en japansk mangaserie af Lynn Okamoto. En 13 episoders anime baseret på mangaen blev lavet af studiet ARMS og blev sendt på TV Tokyo fra juli til oktober 2004.

## Plot
Animeserien Elfen Lied er forholdsvis blodig, og den har ingen intentioner om at stoppe den retning.
Serien handler grundlæggende om "Diclonius" – en race af udviklede mennesker med to katteøre-lignende horn, samt fra dybrød til lyst pink hår og øjne. Der findes både kvindelige og mandlige Diclonius. Sidstnævnte anses dog for at være meget sjælden. Mens begge påstår, eller er overbevidste om, at de tilhører racen Diclonius, så er hverken Direktør Kakusawa og hans søn Professor Kakusawa Diclonius. De er i virkeligheden blot mutanter med en helt urelateret knoglemutation. Begge kommer fra en årtusindelang blodlinje, hvor de fleste, hvis ikke alle, blev født med horn på hovedet. Diclonius formerer sig igennem mennesker ved at røre dem med deres psykiske arme. Der er kun en Diclonius som kan reproducer på den menneskelige måde: Lucy, som af den grund anses for at være Diclonius dronningen. Alle andre Diclonius i serien er kendt som "Silpelits", som er sterile, og som kun kan formere sig hvis de rører ved mennesker med deres vektors. De ældes også noget hurtigere en mennesker og "Dronninge Diclonius", hvilket ses tydeligt i Nana, der har en krop som en på 12-14 år, men som i virkeligheden faktisk kun er 6 år gammel, hvilket forklarer hendes ret så barnlige adfærd.
Diclonius har evnen til at bruge psykiske arme der normalt ikke kan ses af mennesker, og som de kan styre med tankerne. Armene er kendt som vektors og kan beskytte deres ejer imod skud fra våben og andre lignende genstande, bortset fra specielle tunge skud. Kræften som en vektor besidder er enorm – det bliver vist op til flere gange når Lucy river folk i stykker på må og få. Diclonius er skabt til at udrydde menneskeheden og erstatte den med Diclonius. Det gør de blandt andet ved at myrde mennesker, men også ved at plante en speciel virus ved hjælp af deres vektors inde i mennesket, så når de reproducer, vil de føde en Diclonius.

## Personer
- Lucy (ルーシー  Rūshī) 
 Lucy er en Diclonius, en mutant som bærer to katteører lignende horn på hovedet, og som har evnen til at bruge usynlige arme kendt som "vektors" – Det er forskelligt fra diclonius til diclonius om hvor mange vektors de har. Lucy har fire vectors, og besidder en rækkevidde af to meter. Lucy er omkring 18 år, og i gennem hendes opvækst har hun været et yndet offer for mobning, både fysisk og psykisk, på det børnehjem hun voksede op i. På grund af hendes meget hårde og smertefulde barndomsminder, er Lucy ude af stand til at vise empati i gennem det meste af serien, hvilket bliver vist rimelig tydeligt i seriens andet afsnit. Til sidst i serien begynder hun dog at vise skyldfølelse for sine misgerninger, især overfor Kohta, hvis far og lille søster Kanae blev brutalt myrdet med hendes vektors, på grund af misforstået jalousi og hævngerrighed. Hendes rigtige navn er overraskende nok slet ikke Lucy; i slutningen af mangaserien finder vi ud af at hendes fødenavn faktisk er Kaede, hvilket ironisk nok er det samme navn som på det hus hun kommer til at bo i sammen med Kohta og Yuka, og senere hen, den tidligere hjemløse Mayu og den søde og rare, om end ret så barnlige og naive Silpelit Diclonius Nana. Hvordan og hvorledes hun fik navnet "Lucy" vides ikke med sikkerhed, men det er muligt at hun fik navnet af det daværende personale, som arbejdede på den institustion, hvor hun blev holdt tilfangetaget i en periode på tre år.

- Nyu (にゅう Nyū) 
 Nyû er Lucys anden personlighed, som opstod efter at en .50 BMG skød en metalhjelm af Lucys hoved.[1] I modsætningen til Lucy er Nyû en meget god person som ikke er i stand til at gøre skade. Hun vil bare have alle skal være venner og glade. 
 Hun er Lucys bedre side.

- Kohta (コウタ Kōta) 
 Dengang Kohta var lille var han venner sammen med Lucy. På et tidspunkt skal Kohta rejse bort sammen med hans lille søster og far, men inden han rejser skal han være med til den lokale festival sammen med sin familie. Lucy spørger om de skal gå der over sammen, men Kohta siger han allerede har lovet at være sammen med sin kusine. (Engelsk: Cousin – kan betyde både fætter og kusine). Lucy spørger da om det er en pige eller en dreng. 
 Kohta siger en "hvid" løgn og fortæller det er en dreng, for at gøre Lucy glad. Det hjælper også på det og Lucy siger at hun vil komme ned til togstationen og sige farvel.

- Yuka (ユカ) 
 Kohtas kusine, pigen som Kohta lovede at være sammen med til festival aftenen inden han skulle rejse bort sammen med hans lille søster og far. Der er ikke det store at fortælle om Yuka andet end hun er forholdsvis varm på Kohta.